# Karel Pešek
Karel Pešek-Káďa (* 20. September 1895 in Olomouc; † 30. September 1970 in Prag) war ein tschechoslowakischer Fußball- und Eishockeyspieler. Zwischen 1920 und 1931 bestritt er 44 Länderspiele für die Tschechoslowakische Fußballnationalmannschaft, in denen er immer Mannschaftskapitän war.

## Der Fußballspieler
Karel Pešek, geboren in Olomouc, lebte seit seinem achten Lebensjahr in Prag. Nach der Schule spielte er im Prager Stadtteil Vinohrady Fußball. 1908 bekam er die Möglichkeit, für die zweite Mannschaft des SK Meteor Vinohrady zu spielen, in seiner ersten Partie für Meteor schoss er zwei Tore. Pešek, der auf dem rechten Flügel spielte, fragte nach einem halben Jahr, ob er in der ersten Mannschaft spielen könne, erntete dafür aber nur ein müdes Lächeln.
1913 spielte er mit Meteor gegen ČAFC Královské Vinohrady, einem der Gründungsmitglieder des tschechoslowakischen Fußballverbands. ČAFC bot Pešek an, in der ersten Mannschaft spielen zu können, der 17-jährige nahm das Angebot sofort an. Im Gegensatz zum eher kleineren Meteor war ČAFC ein großer Klub mit entsprechendem Publikum und Medienberichterstattung, und weil die Lehrer zur damaligen Zeit in der Regel gegen das Fußballspielen waren, legte sich Karel Pešek ein Pseudonym zu: Káďa.
Es war absehbar, dass ČAFC das große Talent nicht lange würde halten können. Wenige Monate nach seinem Wechsel zu ČAFC bestritt die Mannschaft ein Turnier beim FK Deutsche Sportbrüder 1898, an dem die führenden tschechoslowakischen Klubs Sparta Prag, Slavia Prag und Viktoria Žižkov teilnahmen. Obwohl ČAFC Královské Vinohrady letzter wurde, galt Karel Pešek alias Káďa als bester Spieler des Turniers. Alle drei Spitzenteams standen um die Dienste Pešeks, der schließlich nach einem grotesken Tauziehen bei Sparta Prag landete. Die Ablöse im damaligen Amateurfußball lag bei 56 Kronen, genau der Summe, die Káďa seinem Klub an Mitgliedsbeiträgen schuldete.
Nach nur einem Jahr bei Sparta wurde er Kapitän und blieb es für 15 Jahre. Vom Flügelspieler entwickelte er sich zum zentralen Mittelfeldspieler. Seine Karriere wurde während des Ersten Weltkriegs für einige Jahre unterbrochen, die er an der Front verbrachte. Im tschechoslowakischen Fußball gab es technisch versiertere und schnellere Spieler als Pešek, der jedoch kaum Schwächen hatte. Herausragend waren sein Einsatz, sein Spielverständnis, seine Übersicht und Spielintelligenz. Er gilt als Erfinder der Grätsche, mit der er seinen Gegenspielern häufig den Ball abnahm. 1919 führte er Sparta zur Meisterschaft des tschechoslowakischen Fußballverbandes ČSF, ebenso nahm er in diesem Jahr an der Militärolympiade in Paris teil, bei der die tschechoslowakische Mannschaft Gold gewann. Bei den Olympischen Spielen 1920 in Antwerpen führte er die tschechoslowakische Elf in das Endspiel gegen Belgien. In der 39. Spielminute verließ er und mit ihm die gesamte Mannschaft beim Stand von 2:0 für die Belgier aus Protest gegen die Schiedsrichterleistung des englischen Unparteiischen John Lewis vom Feld und sorgte für die nachträgliche Disqualifikation der Tschechoslowakei.
Mit Sparta Prag war Karel Pešek-Káďa Anfang der 1920er unbesiegbar. Die als „Eiserne Sparta“ titulierte Elf verlor zwischen 1920 und 1923 nicht ein einziges von 50 Meisterschaftsspielen, schoss 230 Tore und ließ nur 40 Gegentreffer zu. 1922 wurde Sparta erneut Meister des ČSF.
Für die Tschechoslowakische Nationalmannschaft hatte Karel Pešek in ihrem ersten Länderspiel am 28. August 1920 debütiert und trug fast schon selbstverständlich die Kapitänsbinde, die er in seinen weiteren 43 Länderspielen nicht abgeben sollte.
Als 1925 die Tschechoslowakische Liga gegründet wurde, in der zunächst nur Prager Mannschaften spielten, gewann Rivale Slavia den Titel vor Sparta. Doch schon 1926 durfte sich Pešek und seine Mannschaft über den Titelgewinn freuen. 1927 wurde wohl zum erfolgreichsten Jahr für Pešek, zumindest auf Vereinsebene. Nicht nur gewann Sparta die Meisterschaft, sie triumphierte auch im ersten Jahrgang des Mitropapokals.
Seinen letzten Auftritt im tschechoslowakischen Dress hatte Pešek am 20. September 1931 in Budapest, bei dem die ČSR Ungarn mit 0:3 unterlag.
1932 gewann Karel Pešek mit Sparta noch einmal die tschechoslowakische Meisterschaft, aber 1933 verließ er den Klub im Streit. Sparta hatte Pešeks Mutter, die die Stadionwirtschaft des Klubs gepachtet hatte, wegen angeblicher Nichterfüllung des Vertrags auf eine halbe Million Kronen verklagt. Freilich war Karel Pešek mit 38 Jahren auch weit über seinen Leistungshorizont hinaus, vor allem mit der Schnelligkeit der jüngeren Spieler konnte er nicht mehr mithalten. Er wechselte zum Brünner Erstligaaufsteiger SK Židenice, für den er eine Saison lang spielte. Im Mai 1934 beendete der wohl beste tschechoslowakischen Spieler der Zwischenkriegszeit Karel Pešek, genannt Káďa, seine Laufbahn.
Ein Torjäger war Pešek bei all seinen Qualitäten nicht. In 126 Ligaspielen für Sparta schoss er vier Tore, in der Nationalmannschaft eines. Für Sparta Prag bestritt Karel Pešek 727 Spiele, ein Rekord, der erst in den 1990er Jahren durch Jozef Chovanec gebrochen wurde, der auf 743 Begegnungen kam.
Nach der deutschen Besetzung gehörte Pešek dem Ausschuss der Tschechischen Liga gegen den Bolschewismus.
Stationen
- SK Meteor Vinohrady (1908–1912)
- ČAFC Královské Vinohrady (1913)
- Sparta Prag (1913–1933)
- SK Židenice (1933–1934)

Erfolge
- Meister ČSF 1919 und 1922
- Tschechoslowakischer Fußballmeister 1926, 1927 und 1932
- Mitropapokalsieger 1927

## Der Eishockeyspieler
Karel Pešek war nicht nur ein hervorragender Fußballspieler, auch das Eishockey beherrschte er auf höchstem Niveau. Wie im Fußball so spielte er auch auf dem Eis für Sparta. Bei der Eishockey-Europameisterschaft 1914 wurde er mit der böhmischen Nationalmannschaft Eishockey-Europameister, 1922 und 1925 wiederholte er diesen Erfolg mit der tschechoslowakischen Nationalmannschaft. Bei den Olympischen Spielen 1920 in Antwerpen gewann Pešek mit der tschechoslowakischen Mannschaft die Bronzemedaille. Er galt Anfang der 1920er Jahre als bester Stürmer im tschechoslowakischen Eishockey.